# Майлз Корбет
Майлз Корбет (англ. Miles Corbet; 1595—1662) — англійський та ірландський політик та юрист XVII століття, депутат парламенту Англії, третій уповноважений комісар Великої Державної Печатки Ірландії в 1655—1656 роках. Був одним із тих, хто виніс смертний вирок королю Англії Карлу І.

## Життєпис
Майлз Корбет був сином сера Томаса Корбета зі Спроустона, Норфолк, Англія і молодшим братом сера Джона Корбета, І баронета Корбет, депутата парламенту від Грейт-Ярмута з 1625 по 1629 рік. Освіту отримав в юридичній школі «Лінкольн Інн». Отримав посаду судового реєстратора в Грейт-Ярмут.

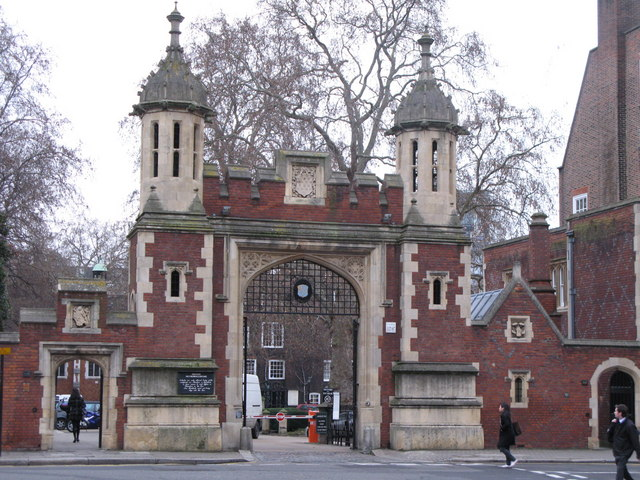
Юридична школа «Лінкольн Інн»

Майлз Корбет був обраний депутатом Палати громад парламенту Англії від Грейт-Ярмута, Англія на місце свого брата Джона і був депутатом в 1640—1653 роках. Майлз Корбет підписав смертний вирок королю Англії, Шотландії та Ірландії Карлу I. У 1644 році він отримав посаду клерка Вардського суду. У 1649 році Олівер Кромвель надав Майлзу Корбету замок Малахайд після завоювання Ірландії. Замок був повернутий своїм предкам-власникам у 1660 році після реставрації монархії і сходження на трон короля Англії Карла II. У 1655 році Майлз Корбет був призначений головним бароном казначейства Ірландії. Після реставрації монархії в Англії новим королем Карлом II у 1660 році всі 59 чоловіків, які підписали смертний вирок Карлу I, опинилися у серйозній небезпеці, оскільки їх вважали вбивцями короля. Майлз Корбет, як і багато хто з цих 59 суддів та парламентарів, втік з Англії. Він поїхав до Нідерландів, де, як він думав, буде в безпеці. Однак разом із двома іншими вбивцями короля (Джоном Окі та Джоном Баркстедом) він був заарештований англійським послом у Нідерландах сером Джорджем Даунінгом і повернувся до Англії під охороною. Після суду його визнали винним і стратили 19 квітня 1662 року. У своїй передсмертній промові він сказав: «Коли мене вперше вибрали служити в парламенті, я мав маєток. Я втратив його на службі в парламенті. Я ніколи не купував землі короля чи єпископа. Я думав, що мені достатньо того, що я маю, принаймні, я був цим задоволений. Я міг служити Богу, і я прагнув добра для своєї країни…»